# ATP Challenger Espinho
Das ATP Challenger Espinho (offiziell: Espinho Challenger) war ein Tennisturnier, das von 1997 bis 2001 jährlich in Espinho, Portugal, stattfand. Es gehörte zur ATP Challenger Tour und wurde im Freien auf Sand gespielt.

## Liste der Sieger

### Einzel
| Jahr | Sieger          | Finalgegner    | Ergebnis      |
| ---- | --------------- | -------------- | ------------- |
| 2001 | Félix Mantilla  | Tommy Robredo  | 7:65, 6:4     |
| 2000 | Tommy Robredo   | Jimy Szymanski | 6:4, 6:2      |
| 1999 | Gastón Gaudio   | Markus Hipfl   | 6:4, 6:1      |
| 1998 | Guillermo Cañas | Mariano Puerta | 6:1, 2:6, 6:2 |
| 1997 | Marat Safin     | Stéphane Huet  | 7:5, 6:0      |

### Doppel
| Jahr | Sieger                                 | Finalgegner                      | Ergebnis       |
| ---- | -------------------------------------- | -------------------------------- | -------------- |
| 2001 | Wim Neefs Djalmar Sistermans           | Germán Puentes Jairo Velasco Jr. | 6:3, 7:62      |
| 2000 | Emanuel Couto Bernardo Mota            | Nuno Marques João Cunha e Silva  | 4:6, 7:5, 7:64 |
| 1999 | Juan Balcells Gastón Etlis             | Noam Behr Eyal Ran               | 6:3, 6:2       |
| 1998 | Jens Knippschild Stephen Noteboom      | Alberto Martín Tomáš Anzari      | 7:6, 7:5       |
| 1997 | Juan Ignacio Carrasco Álex López Morón | Álex Calatrava Bernardo Mota     | 4:6, 6:2, 7:5  |